# Clara Calamai
Clara Calamai (Prato, 7 september 1909 - Rimini, 21 september 1998) was een Italiaanse actrice.
Ze was een van de beroemdste en populairste Italiaanse actrices in de jaren dertig en veertig en deelde de aandacht met actrices zoals Alida Valli, Valentina Cortese en "rivalen", Doris Duranti, Luisa Ferida en Isa Miranda. Ze was een charmante en veelzijdige actrice die speelde in zowel drama's als komedies in de "telefoni bianchi"-stijl ("witte telefoon)".

## Filmografie
- Pietro Micca (1938)
- Il fornaretto di Venezia (1939)
- Addio, Giovinezza! (1940)
- Caravaggio, il pittore maledetto (1941)
- The Jester's Supper (1942)
- Ossessione (1943)
- Due Lettere Anonime (1945)
- L'adultera (1946)
- Il Mondo Vuole Così (1946)
- Vespro Siciliano (1949)
- Le notti bianche (1957)
- Le streghe (1967)
- Deep Red (1975)
- Dario Argento's World of Horror (1985) - documentaire (archiefbeeld)